# Привітне (Луганський район)
Приві́тне — село в Україні, у Луганській міській громаді Луганського району Луганської області. Стара назва — село Червоне.
Населення становить 381 особу.

## Населення
За даними перепису 2001 року населення села становило 381 особу, з них 27,03% зазначили рідною українську мову, 72,7% — російську, а 0,27% — іншу.

## Список господарств
- Селянське фермерське господарство «Володимирське»,
- Фермерське господарство «Наше дело»,
- Фермерське господарство «Слава»[3].

## Пам'ятки
Поблизу села розташований ентомологічний заказник місцевого значення «Червоноярівський».